# روبر هربین
روبر هربین (به فرانسوی: Robert Herbin) (زاده ۳۰ مارس ۱۹۳۹ – درگذشته ۲۷ آوریل ۲۰۲۰) بازیکن فوتبال و هافبک اهل فرانسه بود که از سال ۱۹۶۰ تا ۱۹۶۸ میلادی عضو تیم ملی فوتبال فرانسه بوده‌است. وی در ۲۳ بازی ملی حضور داشته است و در بازی‌های ملی‌اش ۳ گل به ثمر رساند.